# Малий Дивлин
Ма́лий Дивлин — село в Україні, у Коростенському районі Житомирської області. Населення становить 190 осіб.

## Географія
У селі бере початок річка Дивлинка, права притока Жерева.

## Історія
У 1906 році в селі мешкало 435 осіб, налічувалось 70 дворових господарств.
У 1923—54 роках — адміністративний центр Малодивлинської сільської ради Олевського та Лугинського районів.

## Населення

### Мова
Розподіл населення за рідною мовою за даними перепису 2001 року:
| Мова       | Кількість | Відсоток |
| ---------- | --------- | -------- |
| українська | 187       | 98.42%   |
| румунська  | 2         | 1.05%    |
| російська  | 1         | 0.53%    |
| Усього     | 190       | 100%     |

## Відомі люди
- Скляренко Євген Тимофійович (1924—2016)— український хірург-травматолог, професор.